# 1486 en arts plastiques
| Années des arts plastiques : 1483 - 1484 - 1485 - 1486 - 1487 - 1488 - 1489    |
| Décennies des arts plastiques : 1450 - 1460 - 1470 - 1480 - 1490 - 1500 - 1510 |

Cette page concerne l'année 1486 en arts plastiques.

## Œuvres
- L'Apparition de la Vierge à Saint Bernard retable de Filippino Lippi, Badia Fiorentina

## Événements
- 1486-1494 : série de toiles sur Les Triomphes de César d’Andrea Mantegna.
- Bellini peint le Retable de San Giobbe.

## Naissances
- ? :
  - Vincenzo degli Azani, peintre italien († 16 juillet 1557),
  - Andrea del Sarto, peintre italien († 29 septembre 1530).